# Río Chuchunaque
Le Rio Chuchunaque, ou Rio Chucunaque, est un important cours d'eau du Panama, qui traverse l'isthme de Panama du nord au sud. Il prend sa source dans l'est du pays, dans la cordillère qui longe la côte atlantique et coule entièrement dans la province de Darién, avant de jeter dans le Rio Tuira à l'ouest de la ville de Yaviza. (Le rio Tuira se jette dans la baie de San Miguel, où se trouvait à l'époque de l'empire colonial espagnol le bourg espagnol de Real de Santa Maria, un centre de collecte de l'or.)
C'est le plus long cours d'eau du Panama, avec 231 km.

## Historique
Le Rio Chuchunaque a probablement été utilisé aussi par Vasco Núñez de Balboa pour traverser le Panama vers l'océan Pacifique en 1513, en longeant tout d'abord la côte de Santa Maria la Antigua del Darién jusqu'à la ville de Careta, proche d'Acla, puis en se faisant aider par les indiens pour la traversée de l'isthme par les rivières.

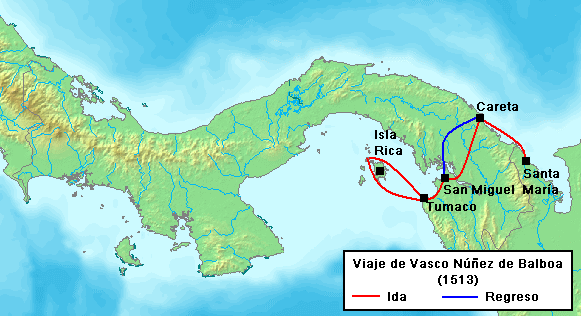
L'expédition de Balboa vers le Pacifique 1513 (aller en rouge, retour en bleu).

Les pirates ont utilisé cette rivière à l'époque des rendez-vous de l'île d'Or. Ils s'y réunissaient chaque année pour gagner ensuite le Pacifique, avec l'aide des indiens Kunas, en passant par les rivières permettant de traverser l'isthme, en particulier le Rio Chuchunaque, puis le rio Tuira, qui redescend vers la baie de San Miguel, où se trouvait alors le bourg espagnol de Real de Santa Maria, selon les récits William Dampier et le précis reconstitué par l'archiviste Pedro Torres Lanza en 1904. C'est là que s'est installé en 1696 la colonie écossaise du projet Darién.
Cette traversée de l'isthme, après un rendez-vous, était le moyen de se grouper pour aller attaquer les bateaux espagnols ramenant l'or et surtout l'argent du Pérou. Le fleuve est à une soixantaine de kilomètres au nord de celui sur lequel débarquèrent les espagnols en 1502, le golfe d'Uraba, où ils se brouillèrent avec les indiens Kunas, et dans laquelle se déverse le Rio Choco, venu par le sud de la Colombie de l'ouest, et qui constituait une province de l'empire espagnol d'Amérique, réputée pour ses mines d'or au XVIe siècle.
Les premiers rendez-vous de l'île d'Or ont lieu en avril 1679, menés par le pirate John Coxon, avec huit navires de flibustiers dont deux français, peu après l'attaque de la Baie du Honduras, un an après la fin de la guerre de Hollande (1674-1678) alors que les flibustiers commencent à être désarmés par les gouverneurs de Saint-Domingue et de la Jamaïque qui souhaitent le développement des plantations sucrières.
Le rio Chuchunaque traverse aujourd'hui une région très peu peuplée, occupée par la forêt équatoriale, et traversée par la route panaméricaine, qui relie le sud et le nord de l'Amérique.